# Kłaczyna (przystanek kolejowy)
Kłaczyna – zamknięty w 1999 roku przystanek osobowy, a dawniej stacja kolejowa w Kłaczynie, w gminie Dobromierz, w powiecie świdnickim, w województwie dolnośląskim, w Polsce. Został otwarty w dniu 1 grudnia 1890 roku.